# Chlorotettix spatulata
Chlorotettix spatulata är en insektsart som beskrevs av Henry Fairfield Osborn och Ball 1897. Chlorotettix spatulata ingår i släktet Chlorotettix och familjen dvärgstritar. Inga underarter finns listade i Catalogue of Life.